# Jan Willem Jansen (basketballer)
Jan Willem Jansen (Utrecht, 18 augustus 1952) is een voormalige Nederlandse basketbalspeler en -coach, die tegenwoordig werkt voor de Nederlandse Basketball Bond als topsportcoördinator. Ook is hij bondscoach van het Nederlands basketbalteam. Hij is de vader van basketballer Rogier Jansen.

## Spelerscarrière
Jansen speelde in zijn carrière bij vele verschillende clubs. Hij begon in het seizoen 1973/74 bij Gerard de Lange Blue Stars uit Diemen. Een jaar later maakte hij de overstap naar Kinzo Amstelveen, waarna hij een jaar speelde voor BV Lisse, dat niet in de eredivisie uitkwam. In 1976 vertrok hij naar Buitoni Flamingo's uit Haarlem maar na een jaar keerde hij weer terug naar Amstelveen waar hij twee seizoenen speelde.

## Coachcarrière
Na zijn carrière als speler begon Jansen in 1979 als coach, eerst voor The Wolves uit Amsterdam dat op dat moment uitkwam in de promotiedivisie. Een jaar later coachte hij in de eredivisie zijn oude club Flamingo's maar een jaar later was hij weer terug bij The Wolves. Bij The Wolves haalde hij het kampioenschap van de eerste divisie.
In 1986 begon Jansen als trainer van US Amstelveen. Tevens gaf hij basketballes aan studenten in Amsterdam. In 1988 maakte hij de overstap naar Ahrend Donar uit Groningen, waar hij drie jaar bleef. Hierna was hij twee seizoen coach van Akrides uit Haarlem. Na een jaar coach te zijn geweest voor Graydon Canadians begon Jansen in 1994 in het buitenland, namelijk voor Bobcat Gent in België. Een seizoen later was hij alweer terug in Nederland, waar hij drie jaar Amsterdam coachte. In deze drie jaar won hij tweemaal de NBB-Beker.
Na deze drie seizoenen bij Amsterdam ging Jansen zich richten op de jeugdopleiding. Na een uitstap in 2000 als coach in het NBA pre-draft Camp in Washington DC keerde hij weer terug naar Nederland om in het seizoen 2000/2001 als coach van Omniworld Almere aan de slag te gaan, waar hij drie seizoenen bleef. In 2001 was hij ook coach van het NBA Prospect Camp in Budapest.
In juni 2012 werd, na een lange periode van onduidelijkheid, Jansen aangesteld als coach van het Nederlands basketbalteam voor de rest van 2012. Hij volgde daarmee Gadi Kedar op als bondscoach.